# Virtus Pallacanestro Bologna 1940-1941

## Roster
Virtus Bologna Sportiva
- Venzo Vannini (capitano)
- Renato Bernardi
- Gianfranco Bersani
- Pietro Bombardi
- Marino Calza
- Galeazzo Dondi Dall'Orologio
- Gianfranco Faccioli
- Gelsomino Girotti
- Giancarlo Marinelli
- Cesare Negroni
- Athos Paganelli
- Raffaello Zambonelli

## Staff Tecnico
- Accompagnatore cambista:  Guido Foschi

## Risultati
- Serie A: 6ª classificata su 10 squadre (8-10)